# كريستوف صموئيل
كريستوف صموئيل (بالفرنسية: Christophe Samuel)‏ هو سياسي مدغشقري، ولد في 3 أبريل 1961. نشط حزبياً في Tiako i Madagasikara ‏. وقد انتخب Member of the Senate of Madagascar ‏.